# Eschweilera venezuelica
Eschweilera venezuelica là một loài thực vật linhin thuộc họ Lecythidaceae.
Loài này chỉ có ở Venezuela.